# 卡祖勒代罗
卡祖勒代罗（法語：Cazouls-d'Hérault，法語發音：[kazul deʁo]）是法国埃罗省的一个市镇，属于贝济耶区。

## 地理
卡祖勒代罗（43°30'23"N, 3°27'27"E）面积4.39 平方千米，位于法国奧克西塔尼大區埃罗省，该省份为法国南部沿海省份，南濒地中海，西南接奥德省，西北接塔恩省和阿韦龙省，东北与加尔省接壤。
与卡祖勒代罗接壤的市镇（或旧市镇、城区）包括：莱济尼昂拉塞布、蒙塔尼亚克、尼扎斯、波朗、于斯克拉斯代罗。

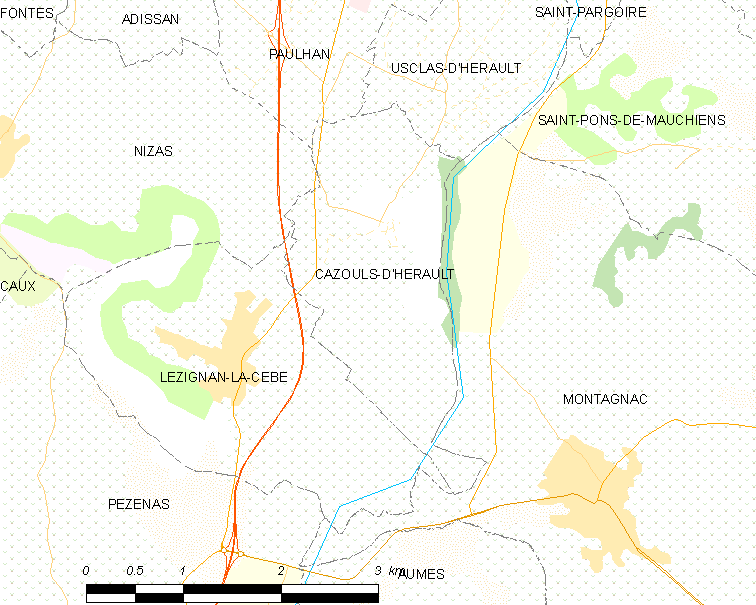
卡祖勒代罗的OSM定位图

卡祖勒代罗的时区为UTC+01:00、UTC+02:00（夏令时）。

## 行政
卡祖勒代罗的邮政编码为34120，INSEE市镇编码为34068。

## 政治
卡祖勒代罗所属的省级选区为梅兹县。

## 人口

1962-2008年间卡祖勒代罗人口变化图示

卡祖勒代罗于2022年1月1日时的人口数量为413人。